# Барсель
Барсель (нем. Barßel) — община в Германии, в земле Нижняя Саксония.
Входит в состав района Клоппенбург. Население составляет 12 566 человек (на 31 декабря 2010 года). Занимает площадь 84 км².
Коммуна подразделяется на 13 сельских округов.

Барсель

| Год  | Население |
| ---- | --------- |
| 1990 | 9 695     |
| 1995 | 11 362    |
| 2000 | 12 195    |
| 2005 | 12 391    |
| 2010 | 12 486    |